# Éplessier
Éplessier là một thị trấn ở tỉnh Somme trong vùng Hauts-de-France, Pháp.

## Địa lý
Éplessier is Xã này tọa lạc trên đường D189, khoảng 29 km (18 mi) về phía tây tây nam của Amiens.

## Dân số
| 1962                                                           | 1968 | 1975 | 1982 | 1990 | 1999 |
| -------------------------------------------------------------- | ---- | ---- | ---- | ---- | ---- |
| 265                                                            | 288  | 259  | 250  | 312  | 339  |
| Số liệu điều tra dân số từ năm 1962, dân số không tính hai lần |      |      |      |      |      |